# Плие
Плие (фр. plié, от гл. plier — сгибать) — балетный термин, обозначающий сгибание одной либо обеих ног, приседание на двух либо на одной ноге; «общепринятое французское название для движения ног, которое по-русски обозначается словом „приседание“»:28. Наравне с подъёмом на полупальцы/пальцы (relevé), вращением и прыжком, является основным элементом хореографии.
Благодаря тому, что с упражнения plié начинался как танцевальный урок, так и обучение танцовщиков вообще, в XIX веке само слово «приседать» использовалось в значении учиться танцу: 

Дочек учат русской грамоте, иных даже французскому наречию и приседать, что значит — танцованию.— Пётр Вистенгоф. Очерки московской жизни.

## Виды плие
- Приседание на двух ногах в любой из существующих позиций ног:

1. Деми-плие (фр. demi-plié) — полуприседание[* 1], при котором пятки остаются прижатыми к полу
2. Гран-плие (фр. grand plié) — глубокое приседание с максимальным сгибом коленного сустава, при этом пятки слегка отрываются от пола[* 2]

- Приседание на одной ноге в какой-либо позе с ногой на носок в пол либо поднятой в воздух на какую-либо высоту (demi-plié на опорной ноге)
- Сгибание работающей ноги, поднятой в воздух на какую-либо высоту в любом направлении

## Основное движение
В уроке классического танца плие выполняется как отдельное упражнение. В русской балетной школе, как правило, это первая учебная комбинация, с которой начинается экзерсис как у палки, так и на середине зала. Приседания выполняются на всей стопе по несколько раз в I, II, IV и V выворотных позициях в координации с плавным движением рук и головы (port de bras).   
В русской школе плие всегда начинают изучать и выполнять в учебной комбинации начиная с I позиции, в то время как во французской — со II, как более устойчивой и позволяющей лучше почувствовать выворотность в тазобедренном и коленном суставах.

Такой подход имеет и свои недостатки, потому что благодаря более устойчивому положению ног при изучении plié с этой позиции легко распускается корпус и нет должной собранности всего тела танцующего. Поэтому правильнее начать изучение plié с I позиции, где менее устойчивое положение ног заставляет с самого начала делать некоторые усилия, чтобы держаться той вертикальной оси, вокруг которой строится всё равновесие танцовщика.— А. Я. Ваганова. Основы классического танца.:22

### Цели и задачи
Приседания необходимы для выполнения прыжков, вращений, подъёма на полупальцы или пальцы — практически все эти движения начинаются и/или заканчивается в demi-plié. Плие развивает эластичность суставно-связочного аппарата и выворотность в тазобедренном и коленном суставах, способствует развитию прыгучести за счет растягивания ахиллесова сухожилия. Для укрепления голеностопа и разрабатывания стопы оно может выполняться стоя на полупальцах или пальцах. Добавление плие на опорной ноге во время выполнения батманов или в какой-либо устойчивой позе позволяет выработать мышечную силу.

## Связующее движение в танце
В отличие от одноимённого упражнения в экзерсисе, где плие является основным движением, при выполнении других упражнений и комбинаций из различных движений плие выполняет роль связующего движения: с его помощью выполняется слитный переход из позы в позу или от одного движения к другому. Оно может выполняться в любом темпе и характере. 

Plié присуще всем танцевальным движениям, оно встречается в каждом танцевальном pas. <...> Если у танцующего нет plié, исполнение его сухо, резко и непластично.— А. Я. Ваганова. Основы классического танца.:28

## Интересные факты
Grand plié во II позиции, впервые использованное в сценической практике хореографом Сержем Лифарём, в своё время вызвало нешуточный скандал и обвинение в безнравственности.